# Merlevenez
Merlevenez (tiếng Breton: Brelevenez) là một xã ở tỉnh Morbihan trong vùng Bretagne tây bắc Pháp. Xã này có diện tích 17,67 km², dân số năm 1999 là 2294 người. Khu vực này có độ cao từ 1-40 mét trên mực nước biển.
Cư dân của Merlevenez danh xưng trong tiếng Pháp là Merleveneziens.